# Illiberis ignea
Illiberis ignea es una especie de mariposa de la familia Zygaenidae.
Fue descrita científicamente por Oberthür en 1894.